# 이노우에 아쓰시
이노우에 아쓰시(일본어: 井上 敦史, 1977년 5월 28일 ~ )는 일본의 전 축구 선수이다.

## 구단 경력
과거 콘사돌레 삿포로, 가이나레 돗토리에서 활동하였다.